# 强秋
强秋（1957年10月—2012年8月1日）藏族，西藏那曲县人，西藏自治区党委组织部副部长、巡视员。

## 生平
1972年10月，强秋参加工作。1985年6月参加中国共产党。他曾先后于那曲县人民医院、那曲地区公安处、西藏自治区党委组织部任职，历任西藏自治区党委组织部干部管理一处副处长、干部调配处处长、人才流动开发处处长， 西藏自治区党委组织部副巡视员，西藏自治区党委组织部部务委员，人事厅纪检组组长，西藏自治区党委组织部副部长、巡视员等职。他是第八届西藏自治区纪委委员。
2012年8月1日，强秋在率西藏自治区党委组织部组织和政权工作组到那曲地区比如县开展工作的时候，因心脏病突发逝世，享年55岁。